# Max Born
Max Born, född 11 december 1882 i Breslau, död 5 januari 1970 i Göttingen, var en tysk matematiker och fysiker som mottog Nobelpriset i fysik 1954. Han var en av 11 som skrev på Russell-Einsteinmanifestet.

## Utbildning
Max Born föddes i vad som då var Breslau i Tyskland (numera Wrocław i Polen) som son till professor Gustav Born, anatom och embryolog, och hans fru Margarete (född Kauffmann), som kom från en schlesisk textilfabrikörfamilj. Han studerade vid König Wilhelm Gymnasium i Breslau, men visade inte upp någon större studiebegåvning.
Born läste sedan vid universiteten i Breslau, där han bland annat studerade matriskalkyl, samt vid universiteten i Heidelberg, Zürich, Göttingen och för en kortare tid i Cambridge.

## Akademisk karriär
Born kom tillbaka till Breslau 1908, där han bland annat studerade relativitetsteorin. År 1909 fick han en tjänst som oavlönad privatdocent vid Göttingenuniversitetet.
Hans mest betydande arbete utfördes vid Göttingenuniversitetet, där han hade en professur i fysik mellan 1921 och 1933. Han forskade bland annat i kvantmekanik (en term som myntades av Born) tillsammans med Werner Heisenberg och Wolfgang Pauli, som var en av Borns studenter. I samband med forskningen i kvantmekanik tog Born bland annat fram en statistisk tolkning av Schrödingers vågfunktion, för vilket han fick Nobelpriset i fysik 1954.
Han tvingades att lämna Tyskland på grund av sin judiska börd 1933, och tillbringade tre år vid Cambridgeuniversitetet och ett halvår vid Indian Institute of Science i Bangalore. Därefter (1936) och till sin pensionering 1953 var han professor vid Edinburghuniversitetet.

## Privatliv
År 1913 gifte han sig med Hedwig Ehrenberg, dotter till juridikprofessorn Victor Ehrenberg, i Göttingen. De fick en son och två döttrar. Sonen Gustav Victor Rudolf Born blev farmakolog.
Efter pensioneringen återvände han till Tyskland och bosatte sig i Bad Pyrmont nära Göttingen.

## Utmärkelser
Max Born erhöll många utmärkelser för sitt arbete. Bland annat var han medlem i vetenskapsakademierna i Berlin, Bangalore, Boston, Bukarest, Dublin, Edinburgh, Göttingen, Stockholm, där han blev ledamot 1952, Köpenhamn, Lima, Moskva, London, där han blev ledamot 1939, samt Washington
Nedslagskratern Born på månen och asteroiden 13954 Born är uppkallade efter honom.

## Publicerade böcker
- The Restless Universe – en populariserad beskrivning för studenter
- Einstein's Theory of Relativity 1924.
- Dynamics of Crystal Lattices (med Huang Kun)
- Optik
- Moderne Physik
- Atomic Physics
- Mechanics of the Atom, Frederic Ungar Publ. Co., 1960
- Principles of Optics (med Emil Wolf)
- Natural Philosophy of Cause and Chance
- Zur Quantummechanik
- Natural Philosophy of Cause and Chance, Born löser Kants pussel Ding an Sich,  saken i sig själv.